# Liste der Kulturdenkmale im Saalekreis

Karte des Saalekreis

In der Liste der Kulturdenkmale im Saalekreis sind die Kulturdenkmale im Saalekreis aufgeführt. Grundlage der Einzellisten sind die in den jeweiligen Listen angegebenen Quellen.
Diese Liste ist eine Teilliste der Liste der Kulturdenkmale in Sachsen-Anhalt.
Die Bodendenkmale sind in der Liste der Bodendenkmale im Saalekreis erfasst.

## Aufteilung
Wegen der großen Anzahl von Kulturdenkmalen im Saalekreis ist diese Liste in Teillisten nach den Städten und Gemeinden aufgeteilt.
| Gemeinde/ Stadt     | Kulturdenkmalliste                                  | Wappen | Lage | Bild eines Kulturdenkmals |
| ------------------- | --------------------------------------------------- | ------ | ---- | ------------------------- |
| Bad Dürrenberg      | Liste der Kulturdenkmale in Bad Dürrenberg          |        |      |                           |
| Bad Lauchstädt      | Liste der Kulturdenkmale in Bad Lauchstädt          |        |      |                           |
| Barnstädt           | Liste der Kulturdenkmale in Barnstädt               |        |      |                           |
| Braunsbedra         | Liste der Kulturdenkmale in Braunsbedra             |        |      |                           |
| Farnstädt           | Liste der Kulturdenkmale in Farnstädt               |        |      |                           |
| Kabelsketal         | Liste der Kulturdenkmale in Kabelsketal             |        |      |                           |
| Landsberg           | Liste der Kulturdenkmale in Landsberg (Saalekreis)  |        |      |                           |
| Leuna               | Liste der Kulturdenkmale in Leuna                   |        |      |                           |
| Merseburg           | Liste der Kulturdenkmale in Merseburg               |        |      |                           |
| Mücheln (Geiseltal) | Liste der Kulturdenkmale in Mücheln (Geiseltal)     |        |      |                           |
| Nemsdorf-Göhrendorf | Liste der Kulturdenkmale in Nemsdorf-Göhrendorf     |        |      |                           |
| Obhausen            | Liste der Kulturdenkmale in Obhausen                |        |      |                           |
| Petersberg          | Liste der Kulturdenkmale in Petersberg (Saalekreis) |        |      |                           |
| Querfurt            | Liste der Kulturdenkmale in Querfurt                |        |      |                           |
| Salzatal            | Liste der Kulturdenkmale in Salzatal                |        |      |                           |
| Schkopau            | Liste der Kulturdenkmale in Schkopau                |        |      |                           |
| Schraplau           | Liste der Kulturdenkmale in Schraplau               |        |      |                           |
| Steigra             | Liste der Kulturdenkmale in Steigra                 |        |      |                           |
| Teutschenthal       | Liste der Kulturdenkmale in Teutschenthal           |        |      |                           |
| Wettin-Löbejün      | Liste der Kulturdenkmale in Wettin-Löbejün          |        |      |                           |